# Aktindsigt
 Der er for få eller ingen kildehenvisninger i denne artikel, hvilket er et problem. Du kan hjælpe ved at angive troværdige kilder til de påstande, som fremføres i artiklen.

Aktindsigt er en lovfæstet ret til at søge indsigt i diverse offentlige myndigheders akter; eksempelvis sagsmapper, rapporter, notater, referater, journaler, planer og afgørelser.
Tommelfingerreglen er, at alle kan søge om aktindsigt i den offentlige administrations sagsbehandling, mens personfølsomme papirer som f.eks. lægejournaler og indkomstoplysninger kun er omfattet af aktindsigt for dem, de vedrører. Der gælder særlige regler for aktindsigt i miljøsager.
Retten til aktindsigt er nævnt i Forvaltningsloven og Offentlighedsloven, der begge stammer fra 1980'erne. Aktindsigt anvendes ofte som arbejdsredskab indenfor undersøgende journalistik.
Statsligt ejede selskaber er ikke omfattet af denne ret, så offentligheden har ikke aktindsigt i fx Ørestadsselskabets, Metroselskabets og Freja Ejendommes dispositioner.
Ifølge bekendtgørelse om retslister og om massemediernes aktindsigt i og opbevaring af kopier af anklageskrifter og retsmødebegæringer har massemedier ret til at få aktindsigt i og opbevaring af kopier af anklageskrifter og retsmødebegæringer med videre.

## Journaliseringspligt
Blandt andet for at kunne opfylde anmodninger om aktindsigt, har offentlige forvaltningsmyndigheder journaliseringspligt, hvilket vil sige at de skal registrere al indkommende og udgående kommunikation med betydning for sagsbehandlingen.

## Notatpligt
En offentlig myndighed har pligt til at føre notater om en sag i henhold til offentlighedsloven §§ 6 og 13.

## Forvaltningsloven og offentlighedsloven
Det følger af forvaltningsloven § 9, stk. 1, at  den, der er part i en sag, hvori der er eller vil blive truffet afgørelse af en forvaltningsmyndighed, kan forlange at blive gjort bekendt med sagens dokumenter; der er dog undtagelser fra retten til aktindsigt.
Den, der ikke er part i en sag, kan søge om aktindsigt efter offentlighedsloven § 7.